# Zločiny a poklesky
Zločiny a poklesky (v anglickém originále Crimes and Misdemeanors) je americký film z roku 1989, který natočil režisér Woody Allen podle vlastního scénáře. Allen ve filmu zároveň ztvárnil jednu z hlavních rolích. V dalších rolích se představili například Alan Alda, Martin Landau, Mia Farrowová a Anjelica Huston. Film byl ve třech kategoriích nominován na Oscara – nejlepší scénář, režie a herec (Landau). Ve filmu jsou použity nahrávky klasické hudby a jazzu, například Schubertův Smyčcový kvartet č. 15.